# 第12SS装甲師団
第12SS装甲師団「ヒトラーユーゲント」（ドイツ語: 12. SS-Panzer-Division "Hitlerjugend"）とは、ナチス・ドイツの武装親衛隊に所属した師団のひとつである。ドイツ人のみで編成された武装SS師団としては最後のもので、通称からもわかるように、青少年団体「ヒトラーユーゲント」から選抜された青年を中心に構成されたため、下級兵士の大半が16歳以上の未成年で構成されていた。第二次世界大戦末期、ノルマンディー上陸作戦に伴うフランスでの戦闘、バルジの戦い、春の目覚め作戦などに参加した。

## 創設

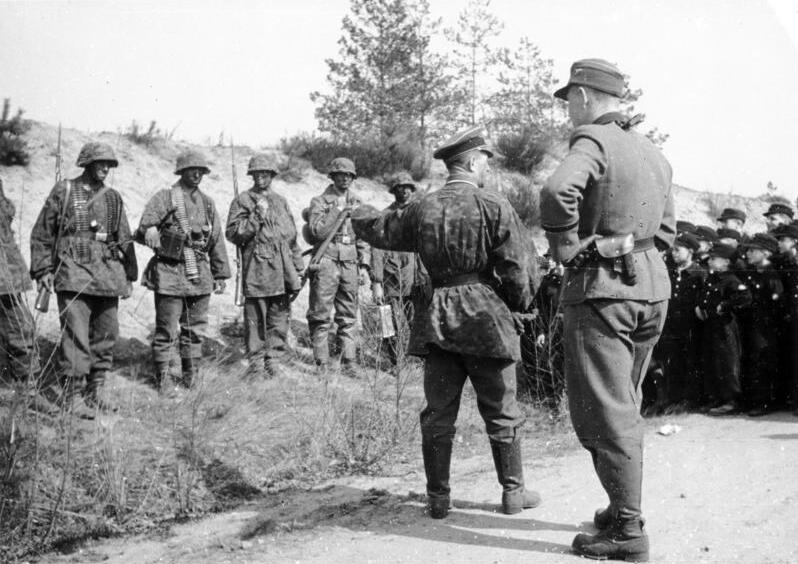
ヒトラーユーゲントの見学を受ける第12SS師団（1944年、ベルギー）

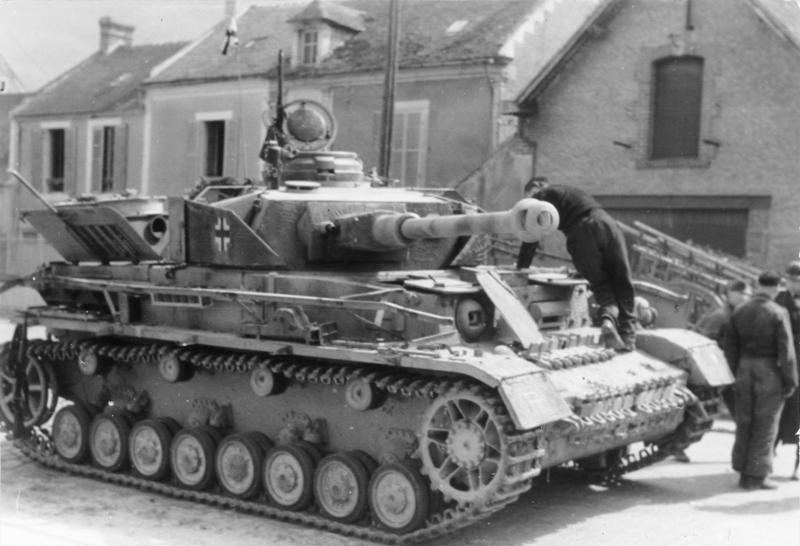
第12SS師団所属のIV号戦車（1944年、フランスのルーアン）

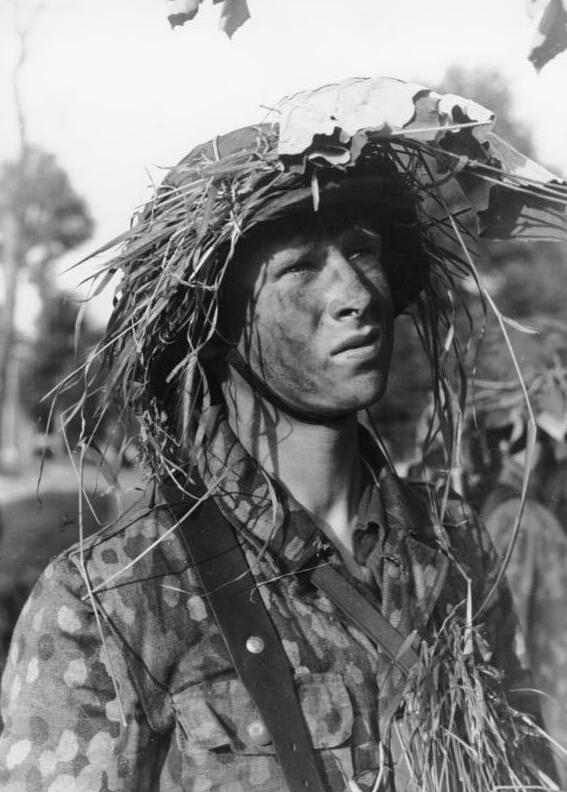
擬装用の草をヘルメットに付けた第12SS師団員（1944年、ノルマンディー）

親衛隊は自前の兵力である武装親衛隊師団の拡張を図っていたが、大戦も半ばとなるともはや人材が不足しており、新たに編成される師団は外国籍のドイツ系住民や外国人義勇兵によるものばかりとなっていた。1939年、既にヒムラーSS長官と、当時のユーゲント総裁であったシーラハとの間には、ユーゲント出身者を優先的に武装SSに配備する取り決めができていた。そして1943年2月、当時の総裁であるアクスマンはSS作戦指導本部の幹部と、ユーゲントから引き抜いた若者を中心にした武装SS師団の創設について話し合った。これは可能性を検討したものであり決定事項ではなかったのだが、SS本部長ベルガーは通常の手続きを無視した形で、この案を実行に移してしまった。
もっともこれに対して反発する意見は少なく、むしろ歓迎する声が大きく、以前より交流の多かった第1SS装甲師団から、師団長以下の指揮官が抽出されることとなった。それでも将校の数が足りず、国防軍からも50人ほどの出向者を迎え、下士官は優秀な兵士を選抜し昇進させている。国防軍からの出向者は陸軍の制服を着用し続けたが実際は完全に師団の一部として行動した。
1943年6月1日、第12SS装甲師団ヒトラー・ユーゲントが編成された。まず選抜された18歳の青年10000人に対し、ガチョウ足行進訓練などは省いた実戦向けの訓練が行われた。7月には早くも国防軍D軍集団配下となったが実戦には投入されず、ベルギーやフランスにおいて訓練が続けられた。
なお未成年の兵士が大半を占めるため、タバコの代わりに戦時には貴重品であるチョコレートやキャンディーなどが支給されている。
同師団の編成情報を入手した連合国軍は、哺乳瓶を師団マークにした宣伝ビラを撒くなど、完全な二線級部隊と決め付けていたが、やがてそれが大きな間違いであることを身をもって知らされることとなる。

## 実戦投入
実戦的な訓練を受けた若き兵士たちは、経験豊富な将校・下士官に率いられ、初陣において連合軍側の事前の低い評価を覆す勇戦ぶりを見せ付けた。
当初フリッツ・ヴィット(de:Fritz Witt)師団長のもとノルマンディー上陸作戦を迎え撃つが、6月14日に彼が艦砲射撃により戦死したため、SS准将に昇格したクルト・マイヤーが指揮を引き継いだ。ノルマンディー上陸作戦が開始された時、第12SS装甲師団と第21装甲師団は上陸地点の一番近くに配置されていた装甲師団だった。しかしヒトラーの了解がなかなか得られなかったため、上陸してきた連合軍に対して反撃を開始できたのは上陸から16時間もたってからであった。この反撃は結果的に失敗に終わり、ノルマンディー地区のドイツ軍は防戦に転ずるが、そこで第12SS装甲師団は真価を発揮する事となる。
ノルマンディー地方では交通の要所であるため、最重要都市のひとつであるカーン市の周辺に展開した第12SS装甲師団は、そこで超人的とも言える防戦を展開した。圧倒的な物量と火力で押し寄せる、主力となるカナダ軍やイギリス軍、自由ポーランド軍の攻勢を何度も退け、連合軍が上陸作戦の初期段階で占領するはずだったカーン市を2ヶ月近く死守し続けた。結局連合軍がカーン市の北部を制圧できたのは7月11日にチャーンウッド作戦が終了してからであり、その時点ではまだ運河の南がまだドイツ軍の手中にあった。英軍（バーナード・モントゴメリー将軍）はカーン市街からドイツ軍を掃討するために今度はグッドウッド作戦を発動し、7月19日に作戦が終了する頃までにはカーン市街のほとんどを制圧する事に成功していた。しかしカーンの周辺地域には未だにドイツ軍が展開しており、それらの部隊が撤退し「カーンの戦い」が完全に終結したのは実に8月に入ってからだとされている。ノルマンディー上陸作戦自体は成功したものの、カーン制圧にてこずったため連合軍の予定表は大いに狂う事となってしまった。
第12SS装甲師団はカーン周辺から撤退した後リュティヒ作戦に投入され、その結果生じたファレーズ包囲網では最後まで残って他の部隊を逃がすために戦ったため、消耗し壊滅状態となった。そして予備兵力を加えた後の反撃でも損害を出し、フランス＝ベルギー国境の近くでクルト・マイヤーも捕虜となってしまう。
フーベルト・マイヤー(de:Hubert Meyer (SS-Mitglied))SS中佐が師団長代理となり再編成を行った後、フーゴ・クラース(de:Hugo Kraas)SS少将を新たな師団長に迎えた。人員は定数の八割まで回復したものの戦車や輸送車輌は不足しており、第6装甲軍からは「限定的な防御戦闘に適する」と評価され、以前ほどの戦闘力は持たない状態にあった。1944年12月のバルジの戦いでは、第1SS装甲師団と共に第6装甲軍の主力として参加したが、エルゼンボルン尾根に阻まれ第1SS装甲師団との併進に失敗し、第1SS装甲師団主力は壊滅した。
1945年3月には春の目覚め作戦に投入されたが、再び壊滅した。残存兵力はオーストリアに転進し、5月8日、リンツ南東において米軍に降伏した。最終的な残存兵力は僅か455名で、戦車などの重装備はほぼ全て失われていた。
ちなみに、6月から9月の3ヶ月の間で第12SS装甲師団では士官55名、下士官229名、兵士1,548名が戦死し、士官128名、下士官613名、兵士3,648名が負傷し、士官58名、下士官182名、兵士2,012名が行方不明になっている。合計すると士官241名、下士官1,024名、兵士7,244名の8,569名であり、ノルマンディー上陸作戦以前の師団兵力が20,540名だった事を考えると約3ヶ月の戦闘で実に師団の半分近くの兵力を失っている事が分かる。
母体となったヒトラーユーゲントのより年少の少年たちには、大戦末期に本土防空の高射砲部隊や国民突撃隊に配備された者もいたが、これらの戦いは第12SS装甲師団と直接の関係は無い。

## 戦闘序列
- 第25SS装甲擲弾兵連隊 (SS-Panzergrenadierregiment 25)
- 第26SS装甲擲弾兵連隊 (SS-Panzergrenadierregiment 26)
- 第12SS装甲連隊 (SS-Panzerregiment 12)
- 第12SS装甲砲兵連隊 (SS-Panzerartillerieregiment 12)
- 第12SSオートバイ連隊 (SS-Kradschützenregiment 12)
- 第12SS偵察大隊 (SS-Aufklärungsbataillon 12)
- 第12SS対戦車猟兵大隊 (SS-Panzerjägerbataillon 12)
- 第12SS発煙大隊 (SS-Werferbataillon 12) - 6連装15センチロケット砲（秘匿名が煙幕発射器）を計12基装備
- 第12SS高射砲大隊 (SS-Flak-Bataillon 12)
- 第12SS装甲工兵大隊 (SS-Panzerpionierbataillon 12)
- 第12SS装甲通信大隊 (SS-Panzernachrichtenbataillon 12)
- 第12SS整備大隊 (SS-Instandsetzungsabteilung 12)
- 第12SS輸送小隊 (SS-Nachschubtruppen 12)
- 第12SS運営大隊 (SS-Wirtschaftsbataillon 12)
- 第12SS(自動車化)戦時報道班 (SS-Kriegsberichterzug (mot) 12)
- 第12SS野戦憲兵小隊 (SS-Feldgendarmerie-Trupp 12)
- 第12SS(自動車化)軍事郵便局 (SS-Feldpostamt (mot) 12)
- 第12SS医療大隊 (SS-Sanitätsabteilung 12)

## 脚註
1. ↑  フーベアト・マイヤー (1998). SS第12戦車師団史 ヒットラー・ユーゲント. 大日本絵画. ISBN 4-499-22678-3
2. ↑  クルト・マイヤー (2000). 擲弾兵―パンツァーマイヤー戦記. 学研M文庫. ISBN 4-05-901160-6